# Prestige Records

Prestige Records Logo

Prestige Records ist ein 1950 von Bob Weinstock gegründetes Musiklabel.
Es entstand aus dem New Jazz-Label. Der Katalog des Labels umfasste klassische Jazz-Musiker wie Miles Davis, John Coltrane, Sonny Rollins, Thelonious Monk und andere. Weinstock setzte sich für einen authentischen Sound der Künstler ein und ermutigte sie, ohne vorherige Proben ins Aufnahmestudio zu gehen.
In den 1950er und 1960er Jahren arbeitete der Toningenieur Rudy Van Gelder mit dem Label zusammen und in den frühen 50ern produzierte gelegentlich der Jazzkritiker Ira Gitler Alben. 1958 begann Prestige Records sein musikalisches Programm vielfältiger zu gestalten und verwendete das einstige Label New Jazz wieder und brachte darauf Alben von talentierten neuen Musikern heraus. Zwei Sublabels Swingsville
und Moodsville wurden geschaffen, waren aber nur kurze Zeit aktiv. Deren Aufnahmen wurden in den 1960ern auf Prestige Records selbst wieder veröffentlicht. Ein langlebigeres Sublabel hieß Bluesville.
Ohne Proben konnte Weinstock schneller produzieren, zirka 75 Alben pro Jahr. Eine andere Eigenart Weinstocks war es, misslungene Tapes wiederzuverwenden und zu veröffentlichen, was erklärt, dass Prestige Records so wenig Alternate Takes hat.
Einige Charakteristika des Prestige Labels waren:
- Die Alben bestanden normalerweise aus fünf Tracks (drei auf der A-Seite, zwei auf der B-Seite) und dauerten teils deutlich weniger als vierzig Minuten.
- Der Hauptteil der Stücke bestand aus Standards, einesteils, weil den Musikern keine Zeit zu Proben gelassen wurde, andererseits weil Prestige die Rechte seiner Veröffentlichungen behielt, weswegen sich wenige Musiker entschieden, eigenes Material zu verwenden.
- Manchmal enthielt die B-Seite einen langen Blues (10 bis 15 Minuten) (z. B. auf Saxophone Colossus von Sonny Rollins und Kenny Burrell & John Coltrane sowie auf Shirley Scott Plays Horace Silver der Señor Blues). Manchmal war er auf der A-Seite (z. B. Screamin’ for the Blues von Oliver Nelson, ein seltenes Beispiel eines Prestige Albums, das ausschließlich aus Originalmaterial besteht). Auf einem der ersten Alben des Modern Jazz Quartetts (Modern Jazz Quartet - First Recordings, PR 7749[3]) wurde andererseits der Two Bass Hit viermal eingespielt, jedes Mal mit einem anderen Instrument. Er wurde in La Ronde Suite umbenannt. Weinstock erlaubte ein solches Vorgehen, wenn zu wenig Material vorhanden war, um die Platte voll zu bekommen

Weinstock hatte ein gutes Gespür für Talente. Er unterstützte viele Jazzkarrieren (er hatte das Debütalbum John Coltranes als Leader, Two Tenors aufgenommen) und produzierte andere grundlegende Alben, darunter das schon zitierte Saxophone Colossus.
Erwähnt werden müssen die Prä-Columbia Aufnahmen von Miles Davis (die Weinstock von 1951 bis 1956 machte), die die Alben Cookin’, Relaxin’, Workin’ und Steamin’ einschlossen und den Erfolg des Quintetts begründeten.
Anderseits führte die Methode, nur ungeprobt aufzunehmen, häufig zu eher mittelmäßigen Alben. Daher entstanden die guten Aufnahmen vieler Künstler eher für andere Plattenlabels.
In den 1960er Jahren überließ Weinstock die Produktionsarbeit Chris Albertson, Ozzie Cadena, Esmond Edwards, Don Schlitten und anderen Produzenten. Prestige Records hatte u. a. den Pianisten Jaki Byard und den Tenorsaxophonisten Booker Ervin unter Vertrag. Der künstlerische Standard war weiterhin hoch, doch das Prestige-Label war mit seinen neuen Einspielungen nicht mehr so erfolgreich, wie mit den Alben von Miles, Coltrane und Monk. Das Label überlebte mit kommerziell erfolgreichen Soul-Jazz-Künstlern wie Charles Earland, Richard „Groove“ Holmes und Brother Jack McDuff.
Im Gegensatz zum Blue Note Label konnte Prestige den Musikern keine zweitägigen Proben bezahlen. Das wird auch als Grund gesehen, dass die Produktionen bei vergleichbaren Möglichkeiten – sie hatten teils dieselben Musiker und Studios – und Ansprüchen nicht an den Erfolg von Blue Note heranreichten.
1971 kaufte Fantasy Records das Label. Die Prestige-Alben, die in den 1950er und 1960er Jahren Jazzgeschichte gemacht hatten, wurden in der Reihe Original Jazz Classics wieder veröffentlicht.

## Diskographische Hinweise

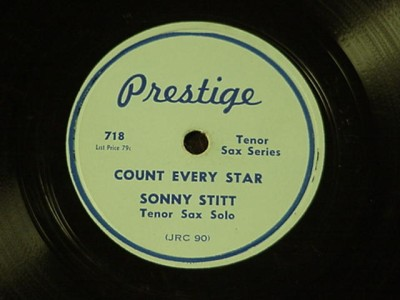
Sonny Stitt „Count Every Star“ 78er Single aus den frühen 1950er Jahren

- Sonny Stitt/Bud Powell/J.J. Johnson (1949)
- Miles Davis/Horace Silver/J.J. Johnson/Lucky Johnson: Walkin’ (1954)
- Miles Davis/Milt Jackson: Bags’ Groove (1954)
- Miles Davis/Milt Jackson/Thelonious Monk: Miles Davis and the Modern Jazz Giants (1954)
- Miles Davis/John Coltrane: Relaxin’ with the Miles Davis Quintet (1956)
- John Coltrane: Soultrane (1958)